# جيسبر ليندستروم
جيسبر ليندستروم (بالدنماركية: Jesper Grænge Lindstrøm)‏ هو لاعب كرة قدم دنماركي ولد في عام 2000 في مدينة كوبنهاغن، ويلعب حاليا مع نادي آينتراخت فرانكفورت الألماني ومنتخب الدنمارك تحت 21 سنة لكرة القدم ومنتخب الدنمارك لكرة القدم.

## مسيرته الكروية
لعب مع أندية شباب وفئات عمرية أبرزها بروندبي للشباب، ولكن ساعد أسلوب لعبه ومهاراته الممتازة في جعله يلعب في نادي بروندبي الأول في عام 2019، وفي صيف عام 2021 أعلن نادي آينتراخت فرانكفورت التعاقد معه لعقد سوف يستمر لخمسة سنوات.

## مسيرته الدولية
لعب مع العديد من فئات الدنمارك أبرزها هو منتخب الدنمارك تحت 21 سنة لكرة القدم، وفي كانون الثاني من عام 2020 تم أستدعائه للمنتخب الدنماركي لخوض مباراة أمام منتخب السويد لكرة القدم والذي أنتهت للدنمارك بنتيجة 2-0 ومازال معه لغاية الآن.

## وصلات خارجية
- جيسبر ليندستروم على موقع الاتحاد الأوربي (الإنجليزية)
- جيسبر ليندستروم على موقع قاعدة بيانات كرة القدم.إي يو (الإنجليزية)
- جيسبر ليندستروم على موقع ناشيونال فوتبول تيمز (الإنجليزية)
- جيسبر ليندستروم على موقع Soccerbase.com (لاعب) (الإنجليزية)
- جيسبر ليندستروم على موقع Soccerway.com (الإنجليزية)
- جيسبر ليندستروم على موقع عالم كرة القدم.نت (الإنجليزية)